# TARI TARI
『TARI TARI』（タリ タリ）は、P.A.WORKS制作による日本のオリジナルテレビアニメ。2012年7月から9月まで全13話にて放送された。

## 概要
P.A.WORKSによるオリジナルアニメーション作品。『true tears』、『花咲くいろは』に続く青春物の第3作と位置づけられており、『花咲くいろは』のスタッフが数多く携わっている。
江ノ島および江ノ電沿線地域（神奈川県藤沢市、鎌倉市）を舞台にしており、製作に際しては湘南藤沢フィルムコミッション、江ノ島電鉄、藤沢市といった公的機関や地元企業など、江ノ島地区の各方面から協力を受けている。舞台の地元放送局であるtvkで最速放送された。
プロモーションの一環として、2012年8月3日から同年8月31日まで「江ノ島×TARI TARIスタンプラリー」が江ノ島全域にわたって開催され、同時に島内複数の協力店舗において限定グッズ「クリアファイル3種セット」と「金沢湯涌サイダー・柚子乙女（TARI TARI×花いろコラボラベル）」が販売された。また、この限定グッズ購入特典のキャラクターポストカードも配布された。

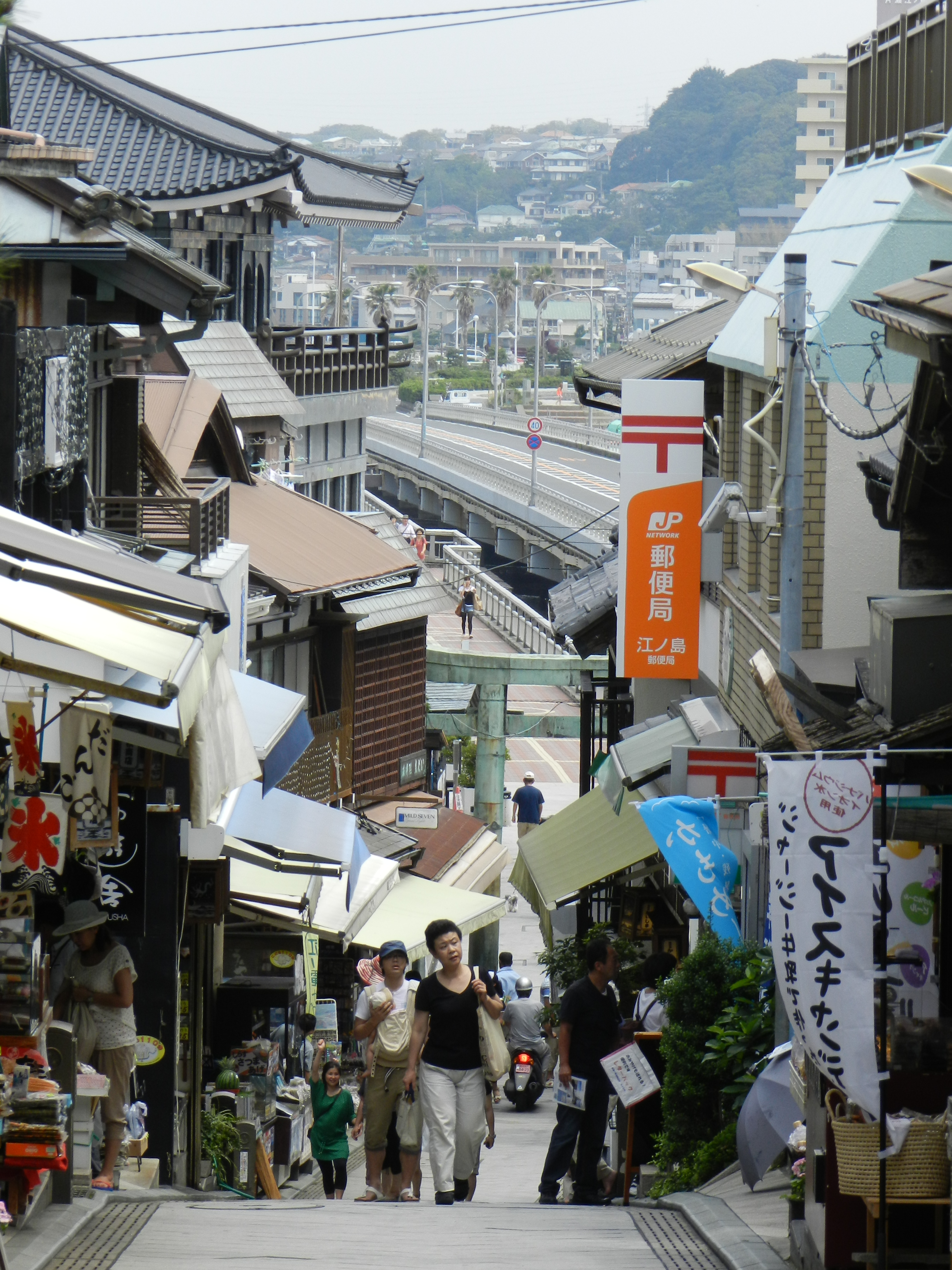
江島神社の参道
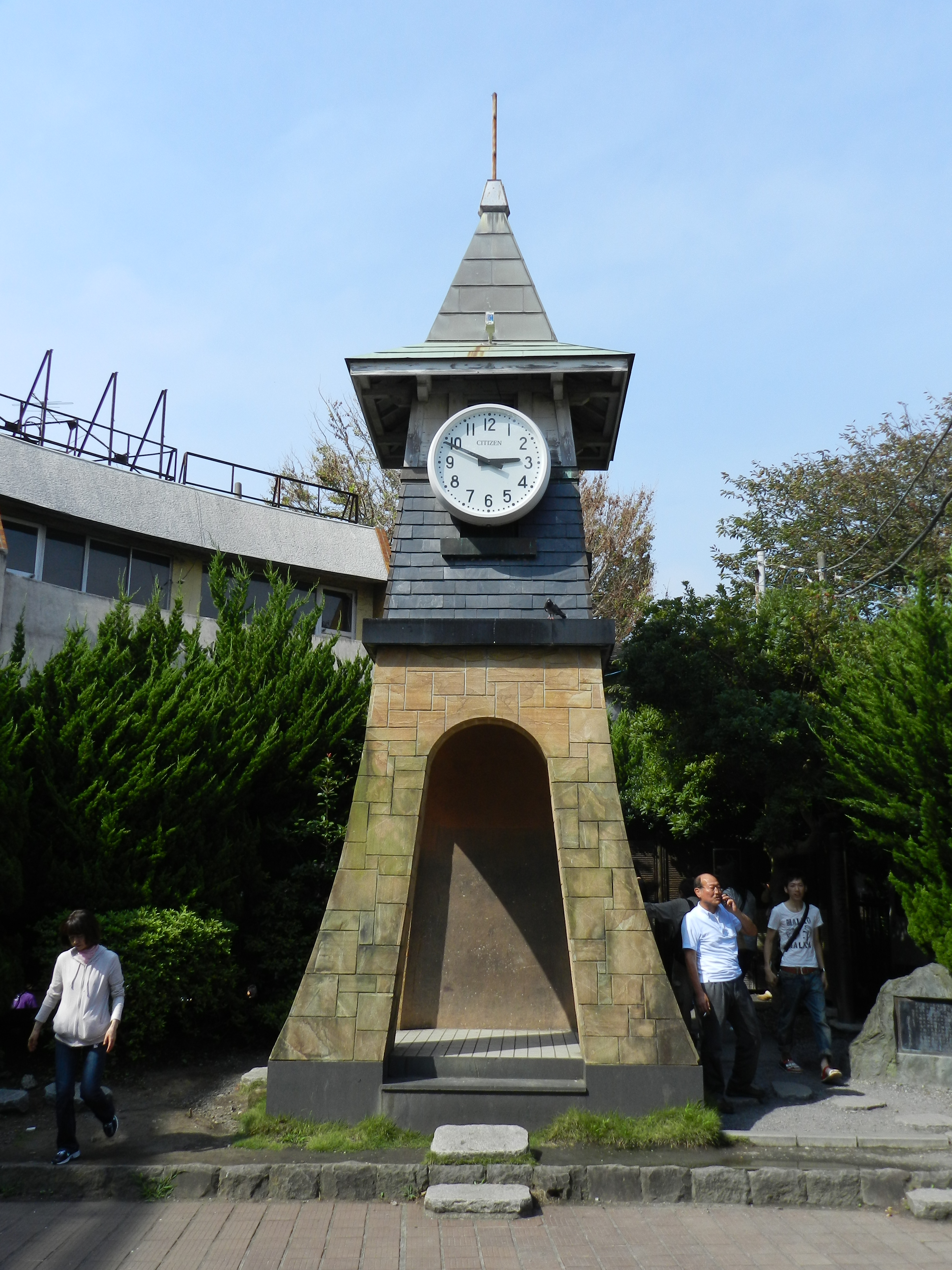
鎌倉駅前の時計塔
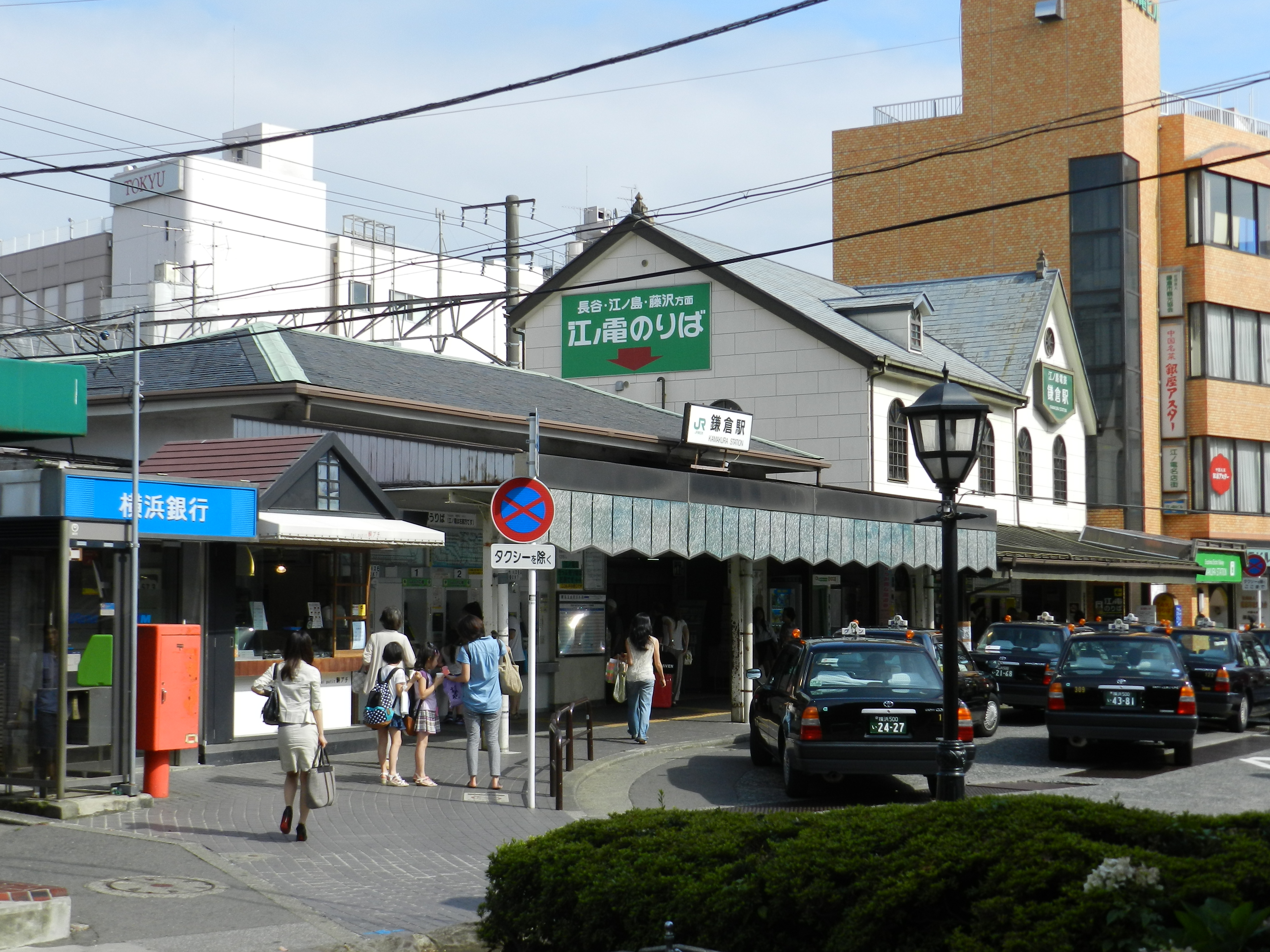
鎌倉駅
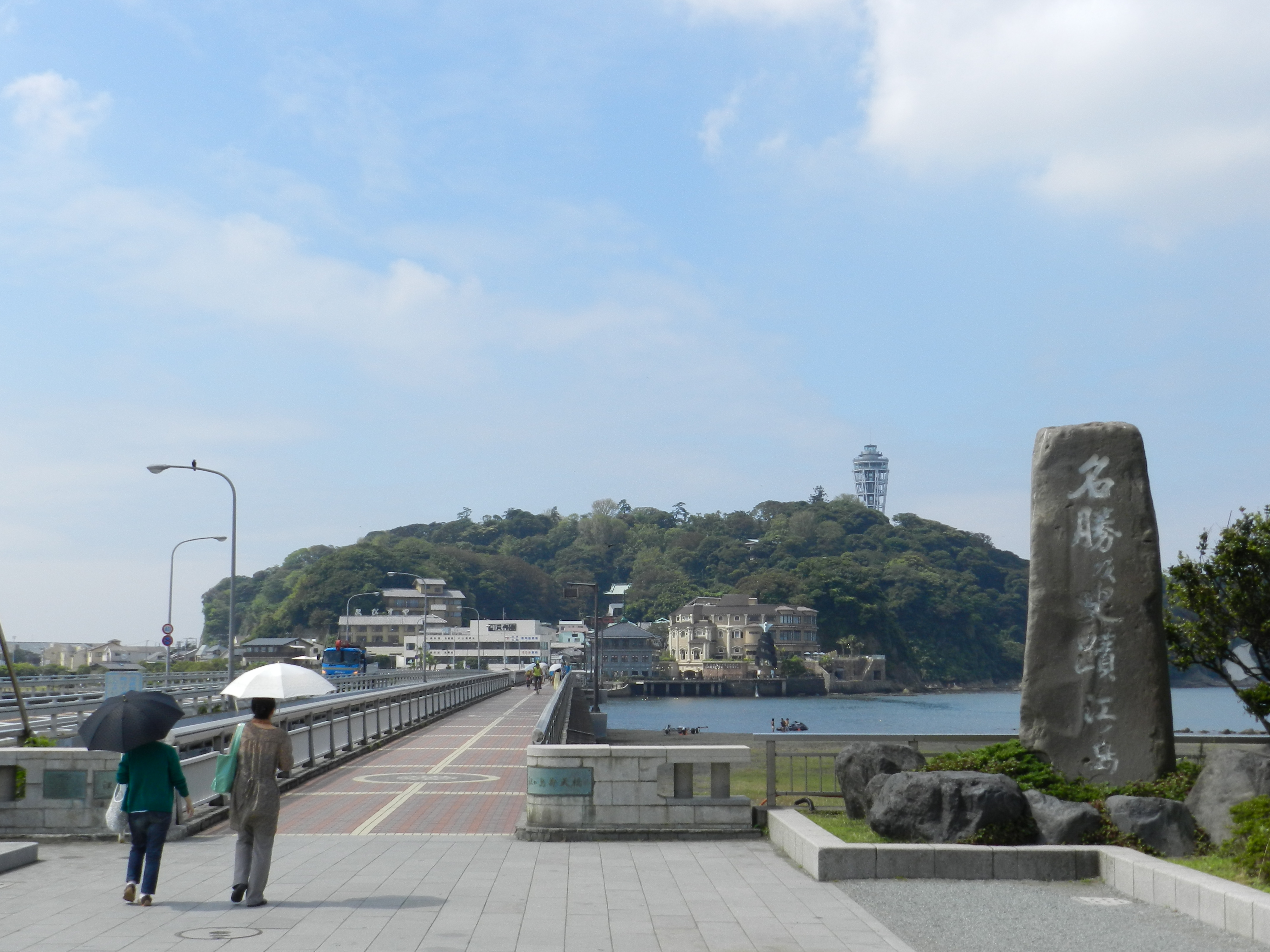
江の島
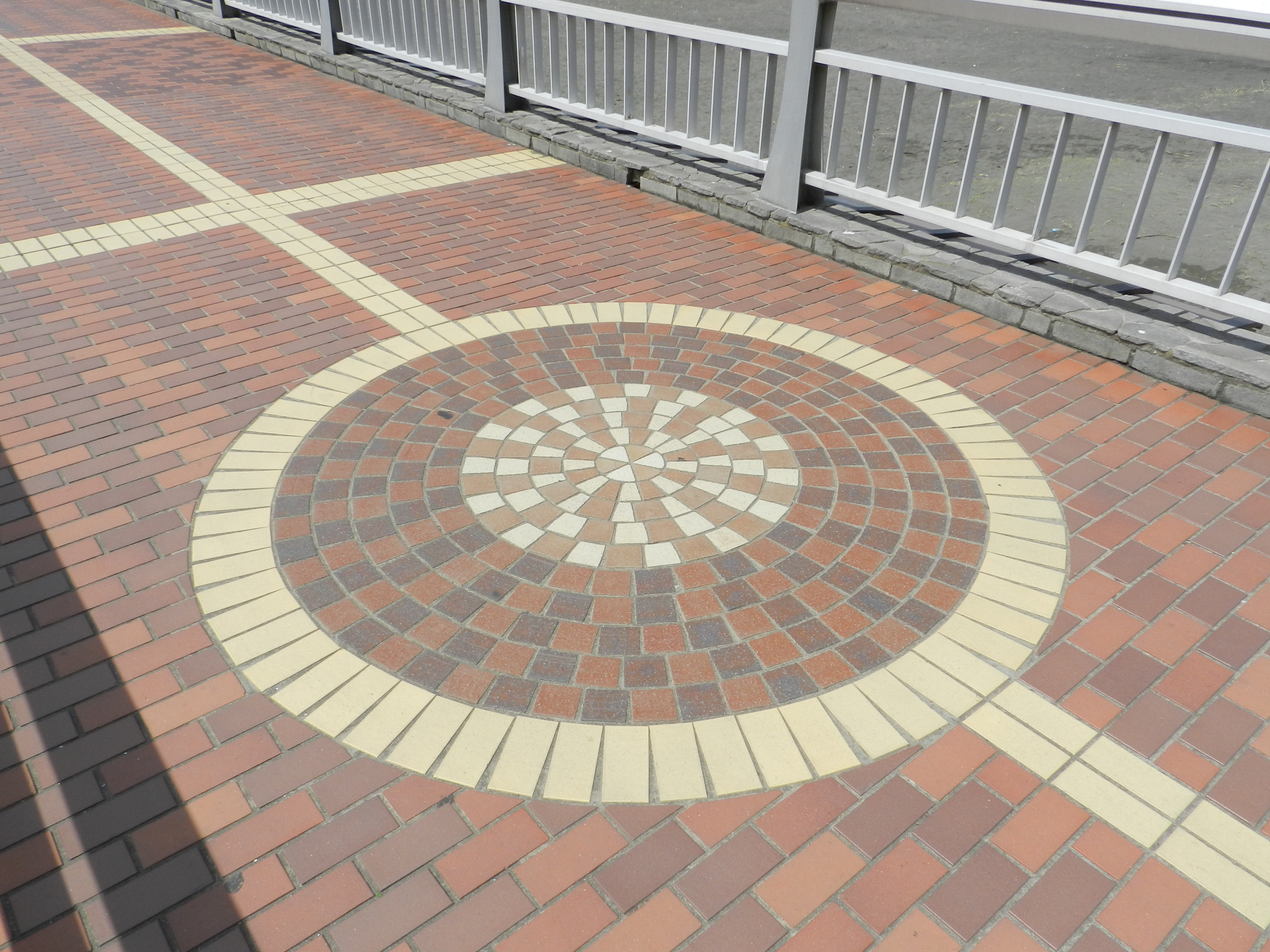
江の島弁天橋のモザイク

## ストーリー
白浜坂高校の声楽部に所属する宮本来夏は、ピアノ担当の上野みどりの譜面捲りを担当していた。前々から歌を歌いたいと希望していた来夏の思いを察したみどりは、顧問である教頭に一度言ってみたらと来夏に問いかける。しかし、来夏は教頭から去年の発表会での失敗を指摘されたうえに「音楽の才能は無いから諦めなさい」と断られたことに憤り、声楽部を退部して新たに合唱部を作ることを決意する。
来夏は親友の沖田紗羽と弟の誠を誘い、元音楽科だった坂井和奏も誘うが、母親の他界によるトラウマにより歌から遠ざかっていた和奏には、入部を断られる。紗羽は来夏の望みを叶えたい思いから和奏を自宅に招き、「合唱部を作るのに名前だけ貸してほしい」と頼み込むことで、和奏から一時の承諾を得た。和奏がピアノを弾けることを知った来夏は、ケーキを奢る代わりに練習を手伝ってほしいと頼み、発表会への参加を果たした。しかし、発表会が終わると誠をはじめ合唱部の部員たちは相次いで退部していき、残り部員が3名になったことで教頭から廃部の宣告を受けてしまう。同じようにバドミントン部の廃部を宣告されていた田中大智とウィーン（前田敦博）は、互いの入部を賭けてバドミントンで勝負するが、来夏たちに敗れて合唱部への入部を余儀なくされる。しかし、大智のバドミントンに対する熱意を察した来夏は、合唱部とバドミントン部を統合した「合唱時々バドミントン部」を設立する。かくして、5人の部員達の物語が始まった。

## 登場人物

### 合唱時々バドミントン部
橋本監督によると、部員の5人は全員主人公。
坂井 和奏（さかい わかな）
声 - 高垣彩陽
白浜坂高校普通科3年1組。土産物屋の一人娘。家族構成は父・圭介とオス猫のドラ。
授業の時には眼鏡を掛けることがある。ケーキが好物のほか、「お野菜もりもり」という野菜ジュースをよく飲んでいる。頼みごとをされると断り切れないお人好しな性格。
母親が他界したことにより音楽科から普通科に転籍した。合唱部に入部した当初は主にピアノを担当しており、歌うことには消極的であった。高校に合格して以来、母が自分に病気の話をしてくれなかったことを悩んでいた。後に、父から母が病気について自分に話さなかった真意を聞かされ、初めて母の思いを知り号泣するが、それ以降は歌と向き合えるようになった。合唱部の活動に積極的に関わるようになってからは発声練習の指導に当たることが多い。
アニメ版の序盤では、来夏の視点からストーリーが展開されるため和奏はサブ的な立ち位置が多い。
宮本 来夏（みやもと こなつ）
声 - 瀬戸麻沙美
合唱部部長。歌うことが大好きな女の子。明るく前向きな性格だが、周囲を置き去りにして一人で物事を進めてしまうところがある。
合唱部の活動に関して、ケーキと引き換えに和奏に頼みごとをすることが多い。今は亡き祖父共々コンドルクインズの大ファン。
声楽部に所属していたが、前年の発表会での失敗により、顧問の教頭から合唱へ参加する機会を与えられなくなったため、部を辞め新たに合唱部を作ることを決意する。
沖田 紗羽（おきた さわ）
声 - 早見沙織
来夏と仲の良い弓道部所属の女の子。
世話好きなお姉ちゃん気質の持ち主で、相手が悩んでいるのを見過ごせないお節介焼きでもある。自宅の寺で愛馬のサブレを飼っており、流鏑馬に出場するべく乗馬の練習に励んでいる。かなりの巨乳。
高校卒業後の進路として騎手を志望しているが、身長が高く胸が大きい自身の体格がその障害となっている。
田中 大智（たなか たいち）
声 - 島﨑信長
ただ一人のバドミントン部員で、高校で全国大会出場経歴を持つ。バドミントン部が定員に満たないため廃部通知を受けるが、合唱部と合流して「合唱部ときどきバドミントン部」とすることで定員を確保し、バドミントン活動を継続することができた。遅刻の常習犯。姉がバドミントンを始めたことがきっかけで自身もバドミントンをはじめ、憧れていた選手が白浜坂高校の出身だったことで自身も白浜坂高校に進学した。時々姉の大学に行き、バドミントン部の練習に参加させて貰っている。
両親の転勤のため、姉・晴香と二人暮らし。
自身が描いた絵について、見た人間から「二度と絵は描くな」と批評された経験がある。合唱部の発表作に関してイラストを描いたが、来夏達からも酷評された。
物静かでややぶっきらぼうだが常識人で、暴走しがちなウィーンのストッパー役になっている。
ウィーン / 前田 敦博（まえだ あつひろ）
声 - 花江夏樹
12年ぶりにオーストリア・ウィーンから日本に転入してきた帰国子女。日本の文化・習慣は外国人向けに書かれた本で学んでいるが、多分に間違って覚えている。何かと聞いたことをメモ帳に書き留める習慣を持つ。足が速く自転車に乗った窃盗犯を捕まえたこともある。
大智にバドミントン部に誘われたものの、バドミントン勝負の経緯から大智と一緒に合唱部に入ることになった。今は亡き祖父の豪邸に借り住まいをしている。
『熱闘ヒーロー・ガンバライジャー』の大ファンで、特にレッドが好き。普段は大人しいが、西之端商店街イベント企画のヒーローショーでは、ショーの出来にこだわるなどの熱い一面を見せ、自ら先頭に立ち和奏達を引っ張っていった。
周囲の人間には「ウィーン」と呼ばれており、本名で呼ばれることは少ない。エンディングのクレジットも「ウィーン」表記となっている。

### 白浜坂高校の生徒

#### 声楽部
多数の生徒を抱え、教頭指導の下で実績を残してきた。教頭が同校在学時には合唱部として存在しており、時点は不明ながらその後、声楽部と呼称変更された。物語開始時に合唱部は存在していない。
広畑 七恵（ひろはた ななえ）
声 - 赤﨑千夏
音楽科。声楽部の部長で指揮担当。ボーイッシュで生真面目な性格。来夏が声楽部を辞めてからは来夏に対し冷たく当たる。来夏と反りは合わないが、本人なりに歌に対する情熱を持っている。
上野 みどり（うえの みどり）
声 - 種田梨沙
音楽科。声楽部でピアノ担当。来夏の友人で、明るい性格。声楽部で孤立していた来夏の数少ない友人。
大谷 政美（おおたに まさみ）
声 - 大西沙織
音楽科。声楽部。来夏の後輩。表立つことはしないが、他人を小馬鹿にする態度を見せることが多い。
新田 果南（にった かなん）
声 - 藤田麻美
音楽科。最終話（13話）で、白祭の入り口案内を大谷政美と共に行う。

#### 生徒会
生徒会メンバーは4人まで確認出来るが、登場する範囲では誠以外は全員女性である。
森河 文子（もりかわ ふみこ）
声 - 茅野愛衣
普通科。生徒会長。
作中では「会長」とのみ呼ばれており、名前はほとんど出てこない。
宮本 誠（みやもと まこと）
声 - 松岡禎丞
来夏の弟。普通科。生徒会副書記。
姉の来夏には頭が上がらず、エロ本の隠し場所をネタに合唱部への入部や級友を勧誘することを要求されるなど、いいように使われている。姉に無理やり入部させられた合唱部は発表会の後に退部するも、基本的には姉想いであり、退部後も合唱部には協力的。

#### 美術部
水野 葉子（みずの ようこ）
声 - 寿美菜子
普通科。美術部部長。そばかすの目立つ顔に青いフレームの眼鏡をかけている。クールで、少し気難しい性格。
合唱部の発表用に大智に作画を依頼されたが、失礼な頼み方をした大智の依頼を断っている。
浜田 徹（はまだ とおる）
声 - 小野友樹
普通科。美術部員。大智の友人で、大智からは「はまち」と呼ばれている。眼鏡をかけている。
水野に断られた作画依頼を、自らが引き受ける条件として、紗羽の写真を大智に頼んだ。

#### その他
片江 利佳（かたえ りか）
声 - 高森奈津美
普通科。ミシンや編み物が得意で、手芸部の部長。眼鏡をかけている。
倉田 友香（くらた ともか）
声 - 茅野愛衣
音楽科。吹奏楽部の部長。白祭で、声楽部に協力し合唱部をサポートする。
井瀬 奈央（いせ なお）
声 - 佐倉綾音
普通科。来夏の後輩。美佳の親友。バイオリニストの熊谷哲二目当てで合唱部に入部するが、発表会の後に美佳と一緒に退部してしまう。髪の下がカールしている。
榊 美佳（さかき みか）
声 - 葉山いくみ
普通科。来夏の後輩。奈央の親友。奈央と同じく熊谷哲二を目当てに合唱部に入部するが、奈央と一緒に退部する。髪を後ろで結んでいる。
奥都 晃子（おくと あきこ）
声 - 南條愛乃
和奏、来夏のクラスメイト。
有田 松子（ありた まつこ）
声 - 前田玲奈
和奏、来夏のクラスメイト。

### 白浜坂高校の教職員・関係者
理事長
声 - 菅生隆之
理事長。名前は不明。
非情かつ傲慢な性格で、校長に対して忠告を装った強要を度々行なっている。また教職員に限らず生徒へ圧力をかけることにも容赦がない。
無口な女性の秘書を連れている。
利益が低い学校経営から富裕層をターゲットにしたマンション事業を始めるため、白浜坂高校の廃校を決定する。手始めに白祭の中止、新年度生徒募集中止などを打ち出し、保護者説明会と同時に高所得者向け高層マンション建設のため重機をいれ生徒はプレハブ校舎で授業を受けさせることにするなど強引な方法で臨む。
秘書
声 - 小松未可子
理事長の秘書。名前は不明。ロングストレート髪の美人女性。セリフは最終回のみ。
校長 / 池崎 頼（いけざき たよる）
声 - 宝亀克寿
校長。バロック時代の音楽家のような特徴的なヘアスタイルをしている。温厚な性格だが押しに弱い。音叉の音を好み、ストレスを感じるようなことがあると音叉を鳴らして心を落ち着けている。
坂井まひるの恩師。最初は合唱部の設立に乗り気ではなかったが、まひるの娘である和奏の名前を見て合唱部の顧問を引き受けた。学園と生徒には寛大であるが、理事長には逆らえず、自らの立場もあって無力である。しかし、白祭当日には自らの首を覚悟で理事長に立ち向かい、白祭の開催に尽力している。
教頭 / 高倉 直子（たかくら なおこ）
声 - 田中敦子
教頭。声楽部の顧問を担当。生徒の前では感情的な言動を抑制するように努めている。合唱部を良く思っておらず、特に来夏には厳しく当たり、活動の妨害を試みる言動も多い。和奏とは、まひるの思い出話を通じてしばしば話をすることがある。
自身も合唱部のOGでコンクール優勝の実績を持ち、まひるの親友であった。まひるの音楽的才能に対する劣等感と、まひるとの思い出が自身の歌に対する愛着の象徴となっていることに悩んでいる。
学園廃校が推し進められる過程において、合唱部主導による白祭開催の支援に声楽部を率いて関わり、自ら合唱部と和解して合唱の指揮を願い出た。
高橋 智子（たかはし ともこ）
声 - 木村亜希子
和奏たちのいる3年1組の担任。合唱部の副顧問。物語開始当初は産休を控えており、夏休み中に女児を出産をした。生徒達からは慕われており、和奏のことも気にかけている。来夏の良き理解者でもある。
綾部 舞（あやべ まい）
声 - 進藤尚美
弓道部顧問。普段は温厚で優しいが、弓道に関しては厳しい。
小川先生（おがわせんせい）
声 - 慶長佑香
国語（古典）教師。温厚で優しい女性の先生。
多田 俊一（ただ しゅんいち）
声 - 宮坂俊蔵
英語教師。和奏の補習担当の先生。眼鏡をかけている。性格は物静か。
遠山先生（とおやませんせい）
声 - 御園行洋
数学教師。紗羽の進路変更担当の先生。年配で、眼鏡をかけている。
峰先生（みねせんせい）
声 - 松本夕紀
地理教師。高橋先生が産休後、3年1組の担当の先生。

### 家族・親族関係者
坂井 圭介（さかい けいすけ）
声 - 浜田賢二
和奏の父親。土産物屋「こかげや」を経営している。
親バカで、のんびりとしたマイペースな性格。娘より料理を得意としている。
坂井 まひる（さかい まひる）
声 - 大原さやか
和奏の母親。和奏の高校受験と時を同じくして病気で亡くなり、物語開始時点で既に故人。
白浜坂高校合唱部のOGで、直子の親友であった。現校長である池崎頼の元教え子。コンドルクインズとは交流があった。
音楽を愛し、歌うことを楽しむ明るい性格で、作曲や演奏など音楽的才能にも恵まれていた。
沖田 正一（おきた しょういち）
声 - 木下浩之
紗羽の父親で住職。頑固だが、娘のことを気にする親バカな性格でもある。
紗羽が仕事として騎手に就くことを猛反対し、趣味に留めるよう忠告していた。後に娘の思い入れの深さを知って陰ながら応援をする。
沖田 志保（おきた しほ）
声 - 能登麻美子
紗羽の母親。サーフィンが趣味。西之端商店街の会合にも顔を出してよく場を仕切っている。白浜坂高校合唱部のOGで、直子とまひるの後輩。
ノリがよくフランクな性格だが、紗羽に対しては母親として厳しく接する場面もある。
田中 晴香（たなか はるか）
声 - 川澄綾子
大智の姉。大学生。
幼い頃は泣き虫だった大智を体を張ってかばう、頼れる姉であった。大智の部屋に無断で入って下着姿で涼んでいたり、大智を「たいくん」呼ばわりするなど、現在でも大智にとっては頭の上がらない姉である。

### 西之端商店街
花谷 秋夫（はなや あきお）
声 - 小形満
和奏がよく利用している花屋。和奏が縁となり、合唱部は花屋の枠を使って商店街イベント企画の音楽祭にエントリーした。ヒーローショーの企画では、長岡、北池、志保と共に悪役を演じた。白浜坂高校普通科の卒業生。
長岡（ながおか）
声 - 高橋良吉
海の家のオーナー。紗羽の知り合いで、合唱部のアルバイト先となった。紗羽自身は二年連続でアルバイトをしていた。
小山内（こやまうち）
声 - 内野真生
和菓子屋。世間話が好きなおばさん。
北池（きたいけ）
声 - 松本忍
商店街の一人。眼鏡をかけている。定食屋。丸に八の字のエプロンを付けている。
西之端商店街イベント企画のヒーローショーで悪役を演じたが、ショーの途中でぎっくり腰になってしまったため、代役で志保が悪役を演じた。
島田（しまだ）
声 - 米田基裕
商店街の一人。コンビニ店長。眼鏡をかけていて少しスリム。
川井（かわい）
声 - 木村亮俊
商店街の一人。米屋。

### その他の登場人物
コンドルクインズ
声 - 青山穣（陽気） / 清川元夢（小柄） / ホルヘ・ディアス（外国）
かつて一世を風靡した男性3人組の音楽グループで、現在はキャンピングカーで地方巡業をしている。「ポエム」という名前の子豚を連れている。和奏の母親・まひるとは生前交流があり、和奏にまひるの手紙を託す。
ヤン
声 - 小松未可子
ウィーンのオーストリアでの親友。7歳の男の子。
ウィーンとはガンバライジャーを通じて親しくなり、ウィーンが日本に帰国の際、友情の証にガンバレッドのフィギュアを託した。しかし、ウィーンの帰国後に転居しており、送った手紙はウィーンの元に全て返送されていた。最終話でウィーンの元に手紙が届き、後に再会を果たす。

### 熱闘ヒーロー・ガンバライジャー
劇中に登場するウィーンの好きな日本の特撮戦隊ヒーロー。
ガンバレッド
声 - 檜山修之
ガンバライジャーのリーダー。
ガンバイエロー
声 - 慶長佑香
ガンバグリーン
声 - 松本忍
ガンバピンク
声 - 大西沙織
ガンバホワイト
声 - 石川界人

## 製作
| 原作                            | EVERGREEN                                                       |
| 監督・シリーズ構成              | 橋本昌和                                                        |
| キャラクター原案                | tanu                                                            |
| キャラクターデザイン 総作画監督 | 関口可奈味                                                      |
| 美術監督                        | 東地和生                                                        |
| 美術デザイン                    | 塩澤良憲                                                        |
| 色彩設計                        | 井上佳津枝                                                      |
| 撮影監督                        | 並木智                                                          |
| 3D監督                          | 平田洋平                                                        |
| 編集                            | 高橋歩                                                          |
| 音響監督                        | 明田川仁                                                        |
| 音楽                            | 浜口史郎                                                        |
| 音楽プロデューサー              | 斎藤滋                                                          |
| 音楽A&R                         | 吉江輝成                                                        |
| 音楽制作                        | ランティス                                                      |
| プロデューサー                  | 大島靖、小田ツヨシ、岡村武真 川村仁、石垣毅、堀川憲司、和田洋介 |
| プロデュース                    | 永谷敬之                                                        |
| ラインプロデューサー            | 辻充仁                                                          |
| アニメーション制作              | P.A.WORKS                                                       |
| 製作                            | tari tari project                                               |

本作は『花咲くいろは』（以下『花いろ』と表記）の流れを汲むオリジナルアニメとしてP.A.WORKSにより制作された。
企画は2011年初頭に、P.A.WORKSのプロデューサーである堀川憲司が、プロデュース会社「インフィニット」代表取締役・永谷敬之に「合唱をメインにした作品をやりたい」と提案したことから始まった。合唱をテーマにした理由は堀川が好きだからだという。その後、永谷がスタッフを集め、ポニーキャニオンやランティスなどと共に製作委員会が結成された。
監督・シリーズ構成は、P.A.WORKSがアニメーション制作を担当した『レイトン教授と永遠の歌姫』の橋本昌和で、本作がテレビシリーズ初監督となる。キャラクター原案は『AKIBA'S TRIP』のtanuで、アニメのキャラクター原案は本作が初となる。
その他、キャラクターデザイン・総作画監督の関口可奈味や音楽の浜口史郎など、『花いろ』のスタッフが数多く携わっている。
メインキャラクターの声優は、声優の自然な演技とキャラクターとの相性、歌唱力を重視して選ばれた。

### 音楽
音楽は『花いろ』と同じく浜口史郎が担当。制作開始は通常のアニメよりも早く、放送の1年前から打ち合わせが行われた。『花いろ』の曲は浜口の作品の中ではかなり音数が少ないが、橋本監督から「『花いろ』より音の色彩を豊かにしたい」という要望があり、『花いろ』よりも少し楽器数が増えている。
本作は合唱がテーマのため挿入歌も多く制作され、ほとんどの曲を浜口が作曲した。メインテーマとなるのは「心の旋律」「Amigo! Amigo!」「radiant melody」の3曲で、いずれも同じメロディーが含まれている。デモ音源の段階ではボーカルとしてVOCALOIDが使用された。
挿入歌は通常のレコーディング以外にアフレコ現場で収録することもあり、特にアドリブを求められることが多かったウィーン役の花江夏樹は第5話と第12話で作曲も手掛けた。
音楽A&Rを担当するランティスの吉江輝成は、男声合唱団である明治大学グリークラブの出身であり、合唱経験者として作中の練習風景などについてアドバイスしている。また、同サークルの後輩であり東京都合唱連盟事務局次長を務める三好草平からの紹介により、全日本合唱コンクール全国大会で金賞の常連校となっている幕張総合高等学校合唱部が合唱演奏として参加することとなった。
第1話の冒頭で歌われる「リフレクティア」は、「ソプラノでしゃばらない、テナーはメゾフォルテ」という教頭の指導に対応するため、ソプラノが強めの演出をしている。
メインテーマA「心の旋律」は、ソプラノ・アルト・男声の3声による混声三部合唱曲で、普通のJ-POPのようにAメロ・Bメロ・Cメロで構成される。作詞を担当したriyaはアニメを観ていない人にも共感してもらえるように、半分はアニメの内容に縛られずに自由に書いたという。第6話では坂井和奏がソプラノ、宮本来夏と沖田紗羽がアルト、田中大智とウィーンが男声を担当した。2013年7月6日に第68回東京都合唱祭にて、三好の呼びかけで集まった男女169人のグループ「白浜坂高校合唱同好会」により同曲が歌われ、7月10日には合唱用の楽譜も発売された。また、中学校の合唱祭などでも歌われているという。

## 主題歌
| 合唱演奏   | 幕張総合高等学校合唱部 |
| 合唱指揮   | 山宮篤子               |
| ピアノ伴奏 | 川平愛弓               |
| 合唱協力   | 三好草平               |

オープニングテーマ
「Dreamer」
作詞・歌 - AiRI / 作曲・編曲 - 宮崎京一

エンディングテーマ
「潮風のハーモニー」（第1話、第3話 - 第5話、第7話 - 第12話）
作詞 - micco / 作曲 - 杉森舞 / 編曲 - 渡辺和紀
歌（第1話） - 白浜坂高校合唱部［宮本来夏（瀬戸麻沙美）&沖田紗羽（早見沙織）］
歌（第3話 - 第5話） - 白浜坂高校合唱部［宮本来夏（瀬戸麻沙美）&沖田紗羽（早見沙織）&田中大智（島﨑信長）&ウィーン（花江夏樹）］
歌（第7話 - 第12話） - 白浜坂高校合唱部
「心の旋律 (#2ED Ver.)」（第2話）
作詞 - riya / 作曲・編曲 - 浜口史郎 / 歌 - 宮本来夏（瀬戸麻沙美）&沖田紗羽（早見沙織）
「心の旋律 (#6ED Ver.)」（第6話）
作詞 - riya / 作曲・編曲 - 浜口史郎 / 歌 - 白浜坂高校合唱部
「潮風のハーモニー (#13ED Ver.)」（第13話）
作詞 - micco / 作曲 - 杉森舞 / 編曲 - 菊池達也 / 歌 - 白浜坂高校合唱部
「いつまでも輝きを」（OVA）
作詞 - riya / 作曲・編曲 - 浜口史郎 / 歌 - 白浜坂高校合唱部

挿入歌
「白浜坂高校校歌」（第1話、第13話）
作詞 - 橋本昌和 / 作曲・編曲 - 浜口史郎 / 歌 - （第1話）田中大智（島﨑信長）、（第13話）白浜坂高校生徒一同
「リフレクティア（合唱版）」（第1話）
作詞 - riya / 作曲 - 菊地創 / 編曲 - 浜口史郎 / 歌 - 白浜坂高校声楽部
「goin' my way!!」（第1話）
作詞 - riya / 作曲・編曲 - 浜口史郎 / 歌 - 宮本来夏（瀬戸麻沙美）
「goin' my way!!（合唱版）」（第2話）
作詞 - riya / 作曲・編曲 - 浜口史郎 / 歌 - 白浜坂高校声楽部
「Amigo! Amigo!」（第2話、第4話）
作詞 - ヒカルド・クルーズ / 作曲・編曲 - 浜口史郎 / 歌 - コンドルクインズ（ヒカルド・クルーズと仲間たち）
「心の旋律」（第2話、第13話）
作詞 - riya / 作曲・編曲 - 浜口史郎 / 歌 - 白浜坂高校合唱部
「白浜坂高校校歌（ラテンver.）」（第3話）
作詞 - 橋本昌和 / 作曲・編曲 - 浜口史郎 / 歌 - 宮本来夏（瀬戸麻沙美）&沖田紗羽（早見沙織）&田中大智（島﨑信長）
「Hau'oli♪」（第4話）
作詞 - riya / 作曲・編曲 - 浜口史郎 / 歌 - 白浜坂高校合唱部［宮本来夏（瀬戸麻沙美）&沖田紗羽（早見沙織）&田中大智（島﨑信長）&ウィーン（花江夏樹）］
「熱闘ヒーローガンバライジャー」（第9話、第10話）
歌詞 - 原田謙太 / 作曲・編曲 - 浜口史郎 / 歌 - （第10話）西之端ヒーローショウテンジャー
「radiant melody」（第12話、第13話）
作詞 - riya / 作曲・編曲 - 浜口史郎 / 歌 - （第13話）白浜坂高校合唱部&声楽部

## 各話リスト
| 話数   | サブタイトル                         | 脚本              | 絵コンテ | 演出              | 作画監督                       |
| ------ | ------------------------------------ | ----------------- | -------- | ----------------- | ------------------------------ |
| 第1話  | 飛び出したり 誘ったり                | 橋本昌和          | 橋本昌和 | 倉川英揚 安斎剛文 | 伊藤依織子                     |
| 第2話  | 集ったり あがいたり                  | 橋本昌和          | 安斎剛文 | 平田豊            | 佐々木睦美                     |
| 第3話  | 振ったり 出会ったり                  | 橋本昌和          | 岡村天斎 | 山本秀世          | 鍋田香代子                     |
| 第4話  | 怒ったり 踊ったり                    | 橋本昌和          | 許琮     | 許琮              | 川面恒介                       |
| 第5話  | 捨てたり 捨てられなかったり          | 橋本昌和 佐藤梨香 | 浅井義之 | 浅井義之          | 吉田優子                       |
| 第6話  | 笑ったり 想ったり                    | 橋本昌和 佐藤梨香 | 多田俊介 | 倉川英揚          | 大東百合恵                     |
| 第7話  | 空回ったり 見失ったり                | 橋本昌和 佐藤梨香 | 安斎剛文 | 安斎剛文          | 天崎まなむ                     |
| 第8話  | 気にしたり 思いっきり駆け出したり    | 橋本昌和 佐藤梨香 | 許琮     | 大西景介          | 伊藤依織子                     |
| 第9話  | 白くなったり 赤くなったり            | 横手美智子        | 猫賀大介 | 安斎剛文          | 佐々木睦美                     |
| 第10話 | 萌えたり 燃えたり                    | 横手美智子        | 岡村天斎 | 浅井義之          | 川面恒介                       |
| 第11話 | 満ちたり 欠けたり                    | 橋本昌和 佐藤梨香 | 浅井義之 | 許琮              | 鍋田香代子                     |
| 第12話 | 重ねたり 響いたり                    | 橋本昌和 佐藤梨香 | 許琮     | 太田知章          | 大東百合恵                     |
| 最終話 | 晴れたり 泣いたり あとは時々歌ったり | 橋本昌和          | 橋本昌和 | 橋本昌和          | 伊藤依織子 天崎まなむ 川面恒介 |
| OVA    | 曇ったり 輝いたり またいつか歌ったり | 橋本昌和          | 橋本昌和 | 橋本昌和          | 関口可奈味                     |

## 放送局
| 放送地域                             | 放送局             | 放送期間                | 放送日時                | 放送系列            | 備考                                                            |
| ------------------------------------ | ------------------ | ----------------------- | ----------------------- | ------------------- | --------------------------------------------------------------- |
| 神奈川県                             | tvk                | 2012年7月1日 - 9月23日  | 日曜 22:30 - 23:00      | 独立局              | 原作の舞台地                                                    |
| 京都府                               | KBS京都            | 2012年7月1日 - 9月23日  | 日曜 24:00 - 24:30      | 独立局              |                                                                 |
| 石川県                               | 石川テレビ         | 2012年7月1日 - 9月23日  | 日曜 25:50 - 26:20      | フジテレビ系列      |                                                                 |
| 東京都                               | TOKYO MX           | 2012年7月2日 - 9月24日  | 月曜 22:30 - 23:00      | 独立局              |                                                                 |
| 千葉県                               | チバテレビ         | 2012年7月2日 - 9月24日  | 月曜 25:30 - 26:00      | 独立局              |                                                                 |
| 兵庫県                               | サンテレビ         | 2012年7月2日 - 9月24日  | 月曜 25:35 - 26:05      | 独立局              |                                                                 |
| 愛知県                               | テレビ愛知         | 2012年7月2日 - 9月24日  | 月曜 27:00 - 27:30      | テレビ東京系列      |                                                                 |
| 日本全域                             | アニマックス       | 2012年7月6日 - 9月28日  | 金曜 22:00 - 22:30      | アニメ専門BS/CS放送 | 同日27:00からリピート放送あり                                   |
| 富山県                               | 富山テレビ         | 2012年7月6日 - 10月5日  | 金曜 26:35 - 27:05      | フジテレビ系列      | P.A.WORKS所在地                                                 |
| 日本全域                             | アニマックス       | 2012年7月7日 - 9月29日  | 土曜 22:30 - 23:00      | アニメ専門BS/CS放送 | [ 注釈 6 ]                                                      |
| 日本全域                             | バンダイチャンネル | 2012年7月7日 - 9月29日  | 土曜 23:00 更新         | ネット配信          | [ 注釈 7 ]                                                      |
| 日本全域                             | ビデオマーケット   | 2012年7月7日 - 9月29日  | 土曜 23:00 更新         | ネット配信          |                                                                 |
| 日本全域                             | ニコニコ生放送     | 2012年7月7日 - 9月29日  | 土曜 23:00 - 23:30      | ネット配信          |                                                                 |
| 日本全域                             | ニコニコチャンネル | 2012年7月7日 - 9月29日  | 土曜 23:30 更新         | ネット配信          |                                                                 |
| 日本全域                             | アニメストア       | 2012年7月9日 - 10月1日  | 月曜 12:00 更新         | ネット配信          |                                                                 |
| 日本全域                             | ShowTime           | 2012年7月9日 - 10月1日  | 月曜 12:00 更新         | ネット配信          |                                                                 |
| 日本国内                             | not tv1            | 2012年7月12日 - 10月4日 | 木曜 22:30 - 23:00      | モバキャス          |                                                                 |
| 日本全域                             | みんなでストリーム | 2012年7月14日 - 10月6日 | 土曜 23:30 - 24:00      | ネット配信          |                                                                 |
| 日本全域                             | Abema TV           | 2016年7月30日 -         | 月曜 - 金曜 0:00 - 0:30 | ネット配信          | 翌日11:00（土曜のみ16:00）から再放送あり                        |
| TARI TARI～はじまったり 終わったり～ |                    |                         |                         |                     |                                                                 |
| 東京都                               | TOKYO MX           | 2016年8月4日            | 木曜 22:30 - 23:00      | 独立局              | 「レガリア The Three Sacred Stars」の放送中止の穴埋めとして放送 |
| 兵庫県                               | サンテレビ         | 2016年8月4日            | 木曜 25:30 - 26:00      | 独立局              | 「レガリア The Three Sacred Stars」の放送中止の穴埋めとして放送 |

アニマックスでは2012年7月よりノンスクランブル放送を行う新作アニメ無料放送枠が新設され、本作と『アルカナ・ファミリア -La storia della Arcana Famiglia-』がその枠で放送される第1弾作品となった。

## 関連商品

### Blu-ray / DVD
2012年9月5日から発売。BDの初回生産限定仕様として、第1巻には9月30日に行われたイベントの抽選応募券が封入、第2巻にはキャラクター原案tanu描き下ろし全6巻収納BOXが同梱された。さらにBDの映像特典として、第5巻には「白浜坂高校感謝祭 その1・合唱コーナー編」、第6巻には「白浜坂高校感謝祭 その2・トーク&ソングコーナー編」が収録された。
BD-BOXの追加映像特典としてOVA「曇ったり 輝いたり またいつか歌ったり」を収録。
| 巻数 | 発売日         | 収録話          | 規格品番                                    | 規格品番   | オーディオコメンタリー               | オーディオコメンタリー                      |
| 巻数 | 発売日         | 収録話          | BD                                          | DVD        | キャラクターコメンタリー             | オーディオコメンタリー                      |
| ---- | -------------- | --------------- | ------------------------------------------- | ---------- | ------------------------------------ | ------------------------------------------- |
| 1    | 2012年9月5日   | 第1話 - 第2話   | PCXG-50151                                  | PCBG-52081 | 第1話：坂井和奏、宮本来夏、沖田紗羽  | 第1話：橋本昌和、堀川憲司、永谷敬之         |
| 2    | 2012年10月3日  | 第3話 - 第4話   | PCXG-50152                                  | PCBG-52082 | 第3話：坂井和奏、宮本来夏、田中大智  | 第4話：橋本昌和、斎藤滋、吉江輝成           |
| 3    | 2012年11月7日  | 第5話 - 第6話   | PCXG-50153                                  | PCBG-52083 | 第6話：坂井和奏、宮本来夏、沖田紗羽  | 第5話：橋本昌和、佐藤梨香、永谷敬之         |
| 4    | 2012年12月5日  | 第7話 - 第8話   | PCXG-50154                                  | PCBG-52084 | 第7話：坂井和奏、沖田紗羽、ウィーン  | 第8話：橋本昌和、高橋歩、辻充仁             |
| 5    | 2013年1月9日   | 第9話 - 第10話  | PCXG-50155                                  | PCBG-52085 | 第10話：宮本来夏、田中大智、ウィーン | 第9話：橋本昌和、奥津暁子、池崎桂子、辻充仁 |
| 6    | 2013年2月6日   | 第11話 - 第13話 | PCXG-50156                                  | PCBG-52086 | 第13話：坂井和奏、宮本来夏、沖田紗羽 | 第13話：橋本昌和、堀川憲司、永谷敬之        |
| BOX  | 2014年12月17日 | 全13話、OVA     | SCXG-00017 （きゃにめ.jp限定版） PCXG-60064 |            | 上記全て                             | 上記全て                                    |

### CD
| 発売日         | タイトル                                                           | 規格品番    |
| -------------- | ------------------------------------------------------------------ | ----------- |
| 2012年8月8日   | 潮風のハーモニー                                                   | LACM-4964   |
| 2012年9月26日  | TARI TARI ミュージックアルバム 〜歌ったり、奏でたり〜              | LACA-9246/7 |
| 2012年9月26日  | TARI TARIラジオ ゆったりまったり放課後日誌 Vol.1                   | TARI-0001   |
| 2012年11月14日 | TARI TARI キャラソンミニアルバム 空盤 〜見上げたり、はばたいたり〜 | LACA-15246  |
| 2012年11月14日 | TARI TARI キャラソンミニアルバム 海盤 〜潜ったり、たゆたったり〜   | LACA-15247  |
| 2012年11月28日 | TARI TARIラジオ ゆったりまったり放課後日誌 Vol.2                   | TARI-0002   |
| 2013年4月10日  | TARI TARI ドラマCD 旅立ちの歌                                      | LACA-15288  |

### 書籍
- 『TARI TARI』設定資料集&楽譜集（CD付）（2012年9 - 10月）
- TARI TARI コンプリートブック（2013年2月2日発行、ISBN 978-4-05-405571-1）
- TARI TARI 合唱曲集 心の旋律 混声3部合唱オリジナル版（2013年8月1日発行〈7月10日発売〉、ISBN 978-4-7609-2159-1）

### その他の商品
- LIVE BD『true tears×花咲くいろは×TARI TARI ジョイントフェスティバル』（2014年2月26日、初回限定盤：LABX-38046/7、通常盤：LABX-8046/7）

## Webラジオ
『TARI TARIラジオ ゆったりまったり放課後日誌』は、2012年6月22日から音泉とHiBiKi Radio Stationで毎週金曜日更新で配信されていたラジオ番組。パーソナリティは高垣彩陽（坂井和奏 役）、瀬戸麻沙美（宮本来夏 役）、早見沙織（沖田紗羽 役）。
2012年9月28日更新分でスタジオ収録は最終回となったが、10月19日（金）配信分では9月30日に行われた公開録音（昼の部）が、10月26日（金）配信分では合唱時々バドミントン部5人でお届けするスペシャル最終回が配信された。
ゲスト
- #2（2012年6月29日） - 島﨑信長、花江夏樹
- #3（2012年7月6日） - AiRI
- #8（2012年8月10日） - 島﨑信長、花江夏樹
- #16（2012年10月19日、公開録音昼の部） - 島﨑信長、花江夏樹
- #17（2012年10月26日） - 島﨑信長、花江夏樹、橋本昌和

公開録音
2012年9月30日に開催されたイベント「白浜坂高校感謝祭」の冒頭で、当番組の公開録音が行われた。昼の部の模様は2012年10月19日に配信され、夜の部の模様は『TARI TARIラジオ ゆったりまったり放課後日誌 Vol.2』に収録された。
その他
『true tears×花咲くいろは×TARI TARI ジョイントフェスティバル』歌ったり 笑ったり ジョイントフェスティバル思い出日誌。 パーソナリティ高垣彩陽、瀬戸麻沙美、早見沙織（ランティスウェブラジオ、2014年1月10日）
ラジオCD
- 『TARI TARIラジオ ゆったりまったり放課後日誌 Vol.1』（2012年9月26日、TARI-0001）
- 『TARI TARIラジオ ゆったりまったり放課後日誌 Vol.2』（2012年11月28日、TARI-0002）

## 漫画
漫画版が月刊ガンガンJOKER（スクウェア・エニックス）において、2012年6月号から11月号まで連載された。作画は鍵空とみやき、構成は尚村透。

### 単行本
- EVERGREEN（原作）・鍵空とみやき（作画）・tanu（キャラクター原案）・尚村透（構成） 『TARI TARI』 スクウェア・エニックス〈ガンガンコミックスJOKER〉、全2巻
  1. 2012年7月21日初版発行（同日発売[20]）、ISBN 978-4-7575-3673-9
  2. 2012年12月22日初版発行（同日発売[20]）、ISBN 978-4-7575-3834-4

## 小説
『TARI TARI 〜芽吹いたり 照らしたり やっぱり時々歌ったり〜』が、電子書籍レーベルP.A.BOOKS（P.A.WORKS）において、2018年8月1日から毎月1話ずつ1日・15日ごろに配信されていたが、同年12月25日の第5話以降途絶えていたが、2020年3月25日に最終巻が発売された。全7話。著者は橋本昌和、イラストはtanu。物語は10年後を舞台にしている。

## 主なイベント
- 2012年7月29日に、ワンダーフェスティバル2012夏グッドスマイルカンパニーステージにて、トーク&ミニライブイベントが開催された。
- 2012年9月30日に、BD第1巻初回生産限定版購入者から抽選招待で、江ノ島地域（和奏・来夏・紗羽が本編第7話にて市民劇を見に行った会場）にて2部制によるイベント「白浜坂高校感謝祭」が開催された[24]。このイベントの模様は、Blu-ray Disc 第5巻初回生産限定仕様に「白浜坂高校感謝祭その1・合唱コーナー編」として、Blu-ray Disc 第6巻初回生産限定仕様に「白浜坂高校感謝祭その2・トーク&ソングコーナー編」として収録された。
- 2012年10月13日に開催されたふじさわ江の島花火大会にて、「Dreamer」をBGMに特別スターマインが打ち上げられた。
- 2013年4月13日にP.A.WORKS3作品のコラボライブ『true tears×花咲くいろは×TARI TARI ジョイントフェスティバル』が舞浜アンフィシアターにて開催された。なお、全国各地でライブビューイングも実施され[25]、翌2014年2月26日にはこの模様を収録したBD/DVDが発売された[26]。
- 2014年9月６日に、『白浜坂高校同窓会』が実施され、新宿のロフトプラスワンにてトークショーが行われた。
- 2017年10月1日に「白浜坂高校合唱同好会」主催のイベント『「TARI　TARI」5周年記念スペシャル　〜観たり喋ったり、あとは時々歌ってみたり〜』が開催され、活動を続けてきた同好会への感謝を込めて製作委員会が後援し、上映会&トーク&ミニライブが行われた。